# Molgula echinosiphonica
Molgula echinosiphonica är en sjöpungsart som beskrevs av Lacaze-Duthiers 1877. Molgula echinosiphonica ingår i släktet Molgula och familjen kulsjöpungar. Inga underarter finns listade i Catalogue of Life.